# سبخة فرجونة
سبخة فَرْجُونَة هي سبخة تقع في ولاية نابل (الوطن القبلي) من الشمال الشرقي التونسي، شمال غربي مدينة منزل تميم.
| سبخة فرجونة |